# No Thyself
No Thyself — пятый студийный альбом пост-панк-группы Magazine. Альбом был выпущен 24 октября 2011 года на лейбле Wire Sound через 30 лет после релиза прошлой студийной работы коллектива, альбома Magic, Murder and the Weather. В записи материала не принимали участия бас-гитарист Барри Адамсон и гитарист Джон Макгиох, умерший в 2004 году. Оба музыканта играли довольно важную роль в предыдущих составах группы. Пит Шелли, который совместно с Говардом Девото в 1976 году основал коллектив Buzzcocks, выступил соавтором первой песни альбома.

## Список композиций
| №   | Название                               | Автор(ы)                           | Длительность |
| --- | -------------------------------------- | ---------------------------------- | ------------ |
| 1.  | «Do the Meaning»                       | Девото, Дойл, Формула, Noko, Шелли | 4:28         |
| 2.  | «Other Thematic Material»              | Девото, Дойл, Формула, Noko        | 4:01         |
| 3.  | «The Worst of Progress....»            | Девото, Дойл, Формула, Noko        | 4:58         |
| 4.  | «Hello Mister Curtis (With Apologies)» | Девото, Дойл, Формула, Noko        | 4:16         |
| 5.  | «Physics»                              | Девото, Дойл, Формула, Noko        | 4:11         |
| 6.  | «Happening in English»                 | Девото, Дойл, Формула, Noko        | 4:11         |
| 7.  | «Holy Dotage»                          | Девото, Дойл, Формула, Noko        | 4:19         |
| 8.  | «Of Course Howard (1979)»              | Девото, Дойл, Формула, Noko        | 4:44         |
| 9.  | «Final Analysis Waltz»                 | Девото, Дойл, Формула, Noko        | 4:50         |
| 10. | «The Burden of a Song»                 | Девото, Дойл, Формула, Noko        | 4:31         |

| №  | Название            | Автор(ы)                    | Длительность |
| -- | ------------------- | --------------------------- | ------------ |
| 1. | «Blisterpack Blues» | Девото, Дойл, Формула, Noko | 3:55         |

## Участники записи
- Говард Девото – вокал
- Джон Дойл – барабаны
- Дэйв Формула – клавишные
- Норман Фишер-Джонс (известный как Noko) – гитара и бэк-вокал
- Джонатан 'Стэн' Уайт – бас-гитара и бэк-вокал
- Кристин Хэнсон – виолончель и струнные на «Final Analysis Waltz»
- Лаура Тереза, Рей Шелл и Розалин Каннингхэм – бэк-вокал